# Pirouette
Die Pirouette (von französisch pirouette; zu dt. „sich im Kreis drehen“ oder „schnell seinen Standpunkt ändern“) ist ein Begriff aus der Welt des Tanzes (zum Beispiel Ballett, Eiskunstlauf, Rollschuhlauf) und bezeichnet eine zentrierte, einfache oder mehrfache Drehung um die eigene Körperachse, meist auf einem Bein. Dabei können verschiedene Haltungen eingenommen werden, im Eiskunstlauf beispielsweise als Toeloop oder Biellmann-Pirouette.

## Ballett

Pirouette während eines Pas de deux

Im Ballett wird zwischen verschiedenen Ausführungsarten einer Pirouette differenziert:
- Pirouette en dehors („nach außen“): Drehung „vom Standbein weg“
- Pirouette en dedans („nach innen“): Drehung „zum Standbein hin“.

Während der Drehung können verschiedene Haltungen oder Posen eingenommen werden, zum Beispiel Arabesque oder Attitude. Die häufigste Pose ist das Rétiré: Der Spielbeinfuß wird am Standbeinknie angelegt.

## Pirouetten im Sport
Im Pferdesport bezeichnet Pirouette eine Wendung des Pferdes um die Hinterhand, d. h. um das innere Hinterbein, siehe auch Pirouette (Reitkunst).
Außerdem bezeichnet sie eine Kunstflugfigur, bei der das Flugzeug sich um die Längsachse drehend zu einem senkrechten Aufwärtsflug gesteuert wird. Hier wird sie auch Schraube oder senkrechte Rolle genannt.